# Jimmy Nirlo
Jimmy Nirlo, né le 23 août 1988 à Oyonnax est un footballeur français qui évolue au poste de milieu de terrain au FC Bourgoin-Jallieu.

## Biographie
Né le 23 août 1988 à Oyonnax, Jimmy Nirlo commence le football au FC Bourg-Péronnas en 2001. Après deux passages d'une saison à l'ASOA Valence puis à Jura Sud, il est recruté par le Stade rennais, dont il intègre le centre de formation sur le tard, peu avant ses 18 ans. Il progresse de façon régulière en jouant avec l'équipe réserve rennaise en championnat de France amateur, et obtient avec cette dernière le titre de champion de France des réserves professionnelles en 2007.
Le 25 juin 2008, Jimmy Nirlo signe un premier contrat professionnel d'une saison en faveur du Stade rennais. Lors de la saison 2008-2009, il ne fait cependant aucune apparition professionnelle dans l'effectif entraîné par Guy Lacombe, qui ne compte pas sur lui. Il quitte finalement Rennes, libéré de son contrat, en janvier 2009, et s'engage avec le PAE Veria en deuxième division grecque. Un exil que le milieu de terrain vit mal, et qu'il déclare avoir regretté quelques années plus tard. 
Jimmy Nirlo rentre en France à l'été 2009, et joue durant six saisons consécutives en National. Après des passages à Pacy-sur-Eure et à l'US Créteil-Lusitanos, il signe en 2012 à Bourg-Péronnas. Il quitte le club bressan après une saison pour Le Poiré-sur-Vie, puis refait son retour à Bourg-Péronnas six mois plus tard. En 2015, devenu capitaine, il participe à la première montée du club bressan en Ligue 2.
En 2021, il quitte le club bressan pour rejoindre le FC Villefranche Beaujolais.